# Erwin Kramer
Pour les articles homonymes, voir Kramer.
Erwin Kramer, né le 22 août 1902 à Schneidemühl, arrondissement de Colmar-en-Posnanie (de) (en province de Posnanie) et mort le 10 novembre 1979 à Berlin est un homme politique est-allemand. Il est ministre des Transports de 1954 à 1970.
Il est également député à la Volkskammer entre 1958 et 1979.